# Gálatas 5
Gálatas 5 é o quinto capítulo da Epístola aos Gálatas, de autoria do Apóstolo Paulo, que faz parte do Novo Testamento da Bíblia.

## Estrutura
I. A defesa da doutrina da justificação pela fé sem as obras da Lei (continuação de Gálatas 2 e 3)
1. Ao mostrar os prejuízos dos que renunciam à fé em Cristo e voltam ao legalismo (continuação de Gálatas 3 e 4)
a) Perda da liberdade espiritual. Também tornam sem efeito o sacrifício de Cristo por eles, v. 1-6
II. Advertências, instruções e exortações
1. Advertências acerca dos falsos mestres e do mau uso da liberdade, v. 7-16
2. Exortações acerca da vida espiritual
a) O conflito entre a carne e o espírito, v. 17-18
b) As obras da carne excluem do Reino de Deus, v. 19-21
c) O fruto do Espírito deve manifestar-se na vida cristã, v. 22-26

## Manuscritos originais
- O texto original é escrito em grego Koiné.
- Alguns dos manuscritos que contém este capítulo ou trechos dele são:
  - Papiro 46
  - Papiro 99
  - Codex Vaticanus
  - Codex Sinaiticus
  - Codex Alexandrinus
  - Codex Ephraemi Rescriptus
  - Codex Claromontanus
- Este capítulo é dividido em 26 versículos.